# Bò bảy món

Một bữa cơm với bò 7 món

Bò bảy món là thịt bò dọn thành bảy món trong ẩm thực Việt Nam, thường có tại Sài Gòn.

## Lịch sử
Lối làm bảy món thịt bò tương truyền xuất phát ở trong Nam vào khoảng đầu thế kỷ 20. Lối nấu thịt bò này sau thịnh hành ở Sài Gòn ở một số tiệm ăn, trong đó có tiệm Au Pagolac, trước tiên ở Tân Hiệp (Tiền Giang), sau lên Gò Vấp và Sài Gòn. 

## Bảy món
Bảy món truyền thống là:
1. Bò nhúng giấm
2. Chả đùm
3. Bò cuốn mỡ chài
4. Bò lá lốt
5. Bò sa tế
6. Bò bít-tết
7. Cháo bò.

Tuy nhiên bảy món ở những nơi khác cũng thay đổi món và thứ tự, như gỏi bò, bò tái chanh, bò nướng sả, bò nướng vỉ, bò lụi. Ăn kèm với một số món là bánh tráng dùng để cuốn phần thịt ăn với rau sống, rau thơm cùng các gia vị như đồ chua, chuối chát, khế xanh, gừng già, chấm nước mắm hay đúng ra là chấm mắm nêm pha với khóm. Lối làm bảy món thịt bò sau năm 1975 cũng đã ra nước ngoài. Những nhà hàng dọn bò bảy món có mặt ở Mỹ, Canada, Úc, Pháp.